# Asgaard-Affären
Als Asgaard-Affären bezeichnet man verschiedene Skandale um deutsche Unternehmen der Sicherheitsbranche, von denen einige das Wort Asgaard im Namen trugen. Es ging dabei unter anderem um Rechtsextremismus und den möglichen Einsatz von Söldnern im Ausland. In den Firmen fungierten teilweise dieselben Personen als Gesellschafter oder Geschäftsführer.

## Somalia
Ein erstes mediales Echo erzeugten die Unternehmungen von Asgaard im Jahr 2010 aufgrund eines 2009 abgeschlossenen Vertrags über Sicherheits- und Militärdienstleistungen in Somalia. Der Geschäftsmann und selbst ernannte somalische Präsident Abdinur Darman hatte diesen Vertrag vorsorglich abgeschlossen, für den Fall, dass sein Anspruch auf die Präsidentschaft Somalias international anerkannt würde.
Am 23. Mai 2010 berichtete die Tagesschau, dass deutsche Söldner von Asgaard in den Bürgerkrieg in Somalia eingreifen und dort Darman an die Macht verhelfen sollten. Darüber hinaus sollten sie für seinen Schutz und den seines Clans sorgen, Militär und Polizei ausbilden und gegen Milizen kämpfen. Aus einem Schreiben „Präsident Darmans“ aus dem Januar 2010 geht hervor, dass Asgaard autorisiert wurde, Waffen und Ausrüstung nach Somalia einzuführen. Bewohner von Telgte, dem damaligen Sitz der Firma, protestierten daraufhin mit Fackelumzügen gegen die „Söldner aus dem Münsterland“.
Es kam aufgrund des Vertragsschlusses zu weiteren Konflikten, da die Bundesregierung, unter anderem im Rahmen der Ausbildungsmission der Europäischen Union in Uganda, die Übergangsregierung Somalias unterstützte, aber das deutsche Unternehmen Asgaard den Machtanspruch Darmans durchsetzen sollte und damit gegen die Interessen Deutschlands agiert hätte.
Auf der Facebook-Seite des Unternehmens vermeldete man im September 2010, dass der kalifornische Gouverneur Arnold Schwarzenegger Asgaard in seinen Ambitionen bestärkt habe. 2010 nahm die Staatsanwaltschaft Münster Ermittlungen gegen einen der Geschäftsführer und Mitinhaber von Asgaard auf, bei denen geprüft wurde, ob Asgaard gegen den Paragrafen 109h des Strafgesetzbuches verstoßen hatte, der das Anwerben Deutscher für den Dienst in ausländischen Streitkräften verbietet, und darüber hinaus eine Verletzung des Embargos der Vereinten Nationen gegen Somalia vorlag. In diesem Zusammenhang fanden Razzien in neun Objekten statt, bei denen man umfangreiches Material, unter anderem der Vertrag zwischen Asgaard und Darman, sowie mehrere Tausend Schuss Munition sicherstellen konnte. Gegen zwei Mitarbeiter von Asgaard wurde Strafbefehl erlassen, gegen einen weiteren Geschäftsführer und Mitinhaber wurde zudem wegen Verstoß gegen das Außenwirtschaftsgesetz ermittelt. Der Vorsitzende des Reservistenverbandes der Bundeswehr Gerd Höfer forderte eines seiner Mitglieder – zeitgleich Geschäftsführer von Asgaard – daraufhin auf, den Verband zu verlassen.
Während des Prozesses gegen die beiden Geschäftsführer berichteten Prozessbeobachter und Personenschutzsachverständige, dass die Angeklagten immer wieder Begrifflichkeiten aus der Sicherheitsindustrie verwechselten und durcheinanderbrachten. „Dies liegt vielleicht daran, dass er in keinster Art und Weise eine Art von Sicherheitsausbildung oder -studium vorweisen kann.“ Des Weiteren zeigte sich bei einem der Angeklagten „deutlich ein kriminelles Muster: Zwei Fälle von Veruntreuung sowie ein Verstoß gegen das Waffen- und Sprengstoffgesetz. Das wirft die dringliche Frage auf, auf welcher Grundlage und angelehnt an welche Maßstäbe die Gesellschafter der Firma Asgaard Thomas K. als Geschäftsführer ihres Unternehmens ausgewählt haben?“

## EA Battlefield 3 - Taktiktrainer
Der einzige bekanntgewordene Einsatz von Asgaard, welcher anscheinend auch umgesetzt bzw. zu Ende geführt wurde, ist der vom Asgaard Geschäftsführer und einem weiteren Mitarbeiter als Taktiktrainer auf dem Battlefield 3 „Community Release Event“ in Köln 2011. Die TAZ und NTV schrieben dazu: „Ein PR-Video von Electronic Arts zeigt einen der Söldner bei seinem Vortrag: „Wir gehen ins Ziel rein. Wenn wir auf kurze Distanz mit der MP5 zum Beispiel beim Raumklären sind. Dann gehen wir rein und ich gehe auf Höhe Bauchnabel“, erklärt der ehemalige Bundeswehr-Soldat. Auf den Präsentations-Folien sind Überschriften wie „Zielangaben in Gebäuden“, „Bewegen in Gebäuden“, „Säubern von Räumen: 4 Mann-Technik“ zu lesen.“ Das Video des Events, auf denen von Asgaard offensichtlich Dienstvorschriften einer Behörde genutzt wurden, ist bei YouTube verfügbar.

## Angestrebte Zusammenarbeit mit der Bundeswehr
Laut einer Antwort der Bundesregierung auf eine Kleine Anfrage der Fraktion Die Linke hatte Asgaard sich seit dem Jahr 2009 insgesamt zweimal um Aufträge der Bundeswehr bemüht, zu einer Zusammenarbeit kam es aber nicht. 2015 versuchte das Unternehmen dann, einen Auftrag zum Schutz des Einsatzkontingentes der Bundeswehr in Erbil zu erhalten, wiederum ohne Erfolg. Auch Maßnahmen der beruflichen Bildung durch den Berufsförderungsdienst fanden, im Gegensatz zu anderen Sicherheitsunternehmen, mit Asgaard nicht statt. Am 20. Oktober 2021 erklärte der Sprecher des Bundesverteidigungsministeriums, dass allen Angehörigen der Bundeswehr Tätigkeiten bei oder für Asgaard untersagt sind.

## Irak
Im September 2014 wurden die beiden Geschäftsführer von Asgaard in der Nähe der irakischen Stadt Erbil gesichtet, wo sie laut eigenen Aussagen Journalisten begleitet haben wollen. Zum selben Zeitpunkt suchten sie für Asgaard mindestens drei Hubschrauberpiloten zur Umschulung auf die Helikopter-Aufklärungsdrohne Camcopter S-100, die zwei Monate bei Boeing in den USA und im Anschluss in der Ukraine ausgebildet werden sollen. Nach der Ausbildung seien Einsätze „im Irak und anderen Krisengebieten“ möglich.

## Ausbildung an Feuerwehrausbildungsstätte
2017 hat die Stadt Ahlen eine Untersuchung angeordnet, die klären sollte, warum Asgaard das Gelände und die Räumlichkeiten der Feuerwehrausbildungsstätte Ahlen-Brockhausen (FAS) zu Ausbildungszwecken nutzen konnte. Das Unternehmen mahnte in Form eines offenen Briefes daraufhin an, dass die FAS dadurch jährlich mehr als 20.000 Euro Einnahmen hätte und forderte eine „konstruktive Lösungsorientiertheit“. Laut Stadtsprecher war die Vereinbarung zwischen Asgaard und der „Arbeitsgemeinschaft Feuerwehrausbildungsstätte Brockhausen“ getroffen worden, deren Eigentümerin die Stadt Ahlen ist. Nach der Untersuchung wurde die „Arbeitsgemeinschaft Feuerwehrausbildungsstätte Brockhausen“ angewiesen, die Feuerwehrausbildungsstätte Ahlen-Brockhausen ausschließlich zur Ausbildung der Feuerwehr zu nutzen.

## Netzwerke um Asgaard und Vorwurf Rechtsextremismus
Im September 2020 hatten verschiedene Medien berichtet, dass Asgaard von Rechtsextremisten beeinflusst sei und ein Netzwerk unterhalten soll, das in die Bundeswehr sowie in mehrere deutsche Sicherheitsbehörden auf Bundes- und Länderebene hineinreicht. Kontraste und dem Spiegel liegen zudem Videoaufnahmen aus Bagdad von 2017 vor, auf denen in den Räumlichkeiten von Asgaard an der Wand eine Reichskriegsflagge und die Zeichnung eines Soldaten der Wehrmacht zu sehen sind. Dirk G. soll sich nach Aussagen ehemaliger und aktiver Mitarbeiter wiederholt rassistisch geäußert haben, rechte politische Agitation betreiben sowie die Legitimität der Bundesrepublik Deutschland in Frage gestellt haben. Laut einem früheren Geschäftspartner soll sich einer der Geschäftsführer mehrfach feindlich über die Bundestagsabgeordnete Martina Renner von der Linkspartei geäußert haben. Der ehemalige Geschäftspartner bestätigte an Eides statt Aussagen des Geschäftsführers, nach denen Frau Renner eliminiert werden müsste, wenn es zu einem Umsturz der deutschen Regierung käme.
Teil des Netzwerks um Asgaard ist unter anderem der Soldat D., der in der Tollense-Kaserne in Neubrandenburg stationiert ist. Er wird seit 2018 vom Militärischen Abschirmdienst (MAD) wegen „Rechtsextremismus-Verdachts“ beobachtet und steht unter dem Verdacht, eine schwere staatsgefährdende Gewalttat nach §89 a StGB vorbereitet zu haben. D. wurde der Pass entzogen, nachdem er mehrfach in den Nahen Osten und nach Beirut gereist ist und in seinem Gepäck eine Asgaard Uniform gefunden wurde. Am 14. September 2020 durchsuchte die Staatsanwaltschaft Wohn- und Geschäftsräume von D. Der Verdacht der Vorbereitung einer schweren staatsgefährdenden Gewalttat erhärtete sich nicht und das Ermittlungsverfahren der Staatsanwaltschaft Rostock wurde im Dezember 2021 eingestellt.
Ebenfalls involviert ist der Frankfurter Kriminalkommissar Thomas S., der während seiner Urlaubszeit und ohne Wissen seines Dienstherren mindestens zweimal für das Unternehmen Asgaard im Irak in leitender Position tätig war. Dem Polizeibeamten wird darüber hinaus von der Staatsanwaltschaft Bestechlichkeit und Verletzung des Dienstgeheimnisses vorgeworfen, da er unrechtmäßige Abfragen aus polizeilichen Datenbanken zu seinem persönlichen und zu Asgaards Vorteil durchgeführt haben soll. Er war ebenfalls für die Verwahrung von Asservaten zuständig und wird nach einer Prüfung der Asservatenbestände durch die Innenrevision im März 2021 verdächtigt, „Pistolen, Revolver und Langwaffen sowie Munition in dreistelliger Höhe“ unterschlagen und verkauft zu haben. Die Waffen sollen teilweise auch an Unternehmen weitergegeben worden sein. Dem Kriminalkommissar wurde das Führen der Dienstgeschäfte untersagt, und es wird seine dauerhafte Entfernung aus dem Dienst geprüft. Hessens Innenminister Peter Beuth kündigte an, dass strafrechtlich und disziplinarisch mit allen Mitteln gegen den Beamten vorgegangen werde und eine Nebentätigkeit bei Asgaard für Polizisten nicht genehmigungsfähig sei. Er erklärte weiterhin, dass „die hessischen Ermittler in einem engen Austausch mit den Sicherheitsbehörden des Bundes sowie der Länder stehen und dabei auch prüfen, inwiefern sich aus den hier laufenden Ermittlungen Hinweise auf mögliche weitere Straftatbestände im Zusammenhang mit der Sicherheitsfirma aus NRW ergeben.“ Gegen Thomas S. hat die Staatsanwaltschaft Frankfurt Anklage erhoben aufgrund Verletzung des Dienstgeheimnisses, gegen drei weitere Personen aus dem Asgaard Umfeld wurde Klage erhoben wegen Anstiftung zur Verletzung von Dienstgeheimnissen. Gegen eine weitere Polizistin aus Hamm wurde ein Disziplinarverfahren eingeleitet, da laut Innenminister Reus Verbindungen zu Asgaard bestanden, die Beamtin als Ausbilderin bei Asgaard tätig war und die Beamtin eine Hospitation für einen Asgaard-Mitarbeiter durchgeführt hat sowie ohne dienstlichen Bezug Abfragen aus polizeilichen Systemen durchgeführt wurden.
Im Januar 2022 berichtete Der Standard über einen österreichischen rechtsextremen Berater der Firma Asgaard, der in Österreich Schlagzeilen durch Wehrsportübungen mit dem Neonazi Hans Jörg Schimanek jr. gemacht hatte. Der Standard berichtete ebenfalls, dass zwei in Österreich wohnhafte Personen für Asgaard gearbeitet haben. Diese ehemaligen Asgaard-Mitarbeiter führen ein Unternehmen in Österreich. Einer der Geschäftsführer soll laut Martina Renner ein Praktikum bei der Polizei Hamm (Firmensitz Asgaard) absolviert haben. Dort versah ebenfalls der Polizeiangestellte W. aus der rechtsterroristischen Gruppe S. seinen Dienst. In den Ermittlungen hat sich unter anderem herausgestellt, dass W. dazu aufrief, Flüchtlinge zu erschießen. Der Gruppe wird unter anderem die Planung von Angriffen auf Moscheen mit aus dem Ausland beschafften Waffen vorgeworfen.
Das Recherche-Magazin Walulis des SWR3 berichtete in einem Beitrag 2019 von der rechtsextremen Gesinnung des Geschäftsführers von Asgaard im Zusammenhang mit seiner Facebook-Seite. Dort likte er unter anderem Beiträge der „Mosque-Busters-Germany“ sowie der German Defence League. Letztere ist eine vom Verfassungsschutz beobachtete rechtsextreme und islamfeindliche Vereinigung.
Nach mehreren Durchsuchungen der Geschäftsräume, zuletzt im August 2020, wurden durch das Bundeskriminalamt und die Polizei unter Zuhilfenahme einer Hundestaffel aus Thüringen sowie eines Hubschraubers am 18. Februar 2021 erneut die Geschäftsräume von Asgaard sowie die Privatwohnung des Geschäftsführers in Dolberg, einem Stadtteil von Ahlen, durchsucht. Nach Aussage des Sprechers des Generalbundesanwalts in Wiesbaden fand der Einsatz auf Grundlage eines Beschlusses des Bundesgerichtshofs statt und stand in Zusammenhang mit einem Ermittlungsverfahren der Bundesanwaltschaft wegen des Anfangsverdachts auf eine schwere staatsgefährdende Straftat.
Am 24. Mai 2022 stellte der Generalbundesanwalt die Ermittlungen gegen Asgaard und den Geschäftsführer ein. Die Einstellung erfolgte gemäß Strafprozessordnung aus tatsächlichen Gründen, da die Verdachtsmomente sich nicht erhärtet hätten und es keine ausreichenden Gründe für eine Anklageerhebung gebe.
Der Generalbundesanwalt hat im Oktober 2021 gegen zwei ehemalige Mitarbeiter Asgaards wegen des Verdachts der Gründung einer terroristischen Vereinigung verhaften lassen und im März 2022 Anklage erhoben. Beide sind ehemalige Angehörige der Bundeswehr und waren für Asgaard tätig, unter anderem als Geschäftsführer für Asgaard. Am 20. Oktober 2021 veröffentlichten die Tagesthemen einen Videoausschnitt das die beiden zusammen im Irak beim Singen von Liedern aus der NS-Zeit zeigt. Auf der Webseite von Asgaard Nigeria, werden Verbindungen zu Asgaard in Deutschland deutlich. Die Gegendarstellung der deutschen Geschäftsführung, in der versucht wird darzustellen, dass die beiden Genannten keine Verbindung zu Asgaard hatten, erfolgte auf der Webseite von Spartanat, die von Jürgen Hatzenbichler herausgegeben wird. Jürgen Hatzenbichler wird der Neuen Rechten zugeordnet. Am ersten Prozesstag in Stuttgart wird laut einem Prozessbeobachter von einem der Asgaard Geschäftsführer ausgesagt, dass er selbst „eher eine Art Strohmann“ war. Weiter berichtet er, „wie er nach Jobs bei Paketdiensten und im Teppichverkauf sowie einer Zeit als aktiver Bundeswehrreservist zeitweilig Asgaard-Geschäftsführer war“.
Die beiden ehemaligen Mitarbeiter wurden im Oktober 2022 vom Staatsschutzsenat des Oberlandesgerichts Stuttgart wegen der versuchten Gründung einer terroristischen Vereinigung zu Freiheitsstrafen von eineinhalb Jahren beziehungsweise einem Jahr und zwei Monaten verurteilt. Laut Tagesschau ließen sich die Verurteilten von christlich-fundamentalistisch gefärbten Vorstellungen leiten. Die Verurteilten sind mit einer milden Strafe davongekommen, da ihr Vorgehen „dilettantisch“ gewesen sei. Die Zeit schrieb dazu: „Beim Fußball würde man sogar von einer deftigen Klatsche sprechen: Die beiden Männer seien ‚auf ganzer Linie erfolglos geblieben‘, bilanzierte der Vorsitzende Richter des Staatsschutzsenats. Keine Kontakte nach Saudi-Arabien, keine Zusagen für die eigenen Pläne. ‚Die Angeklagten haben überhaupt nichts erreicht.‘ Das Ergebnis sei ‚letztlich Null‘ gewesen“.

## Inhaber- und Unternehmensstruktur
Vorläufer von Asgaard war die Elbe Protego Personenschutz GmbH. Diese existierte von spätestens 2001 bis 2005. Im Web ARChive ist Dirk G. auf der Webseite zu sehen. Als Partner der Elbe Protego wird unter anderem Landmann & Wirzius GmbH angegeben. Die Elbe Protego GmbH gehörte zum Firmennetzwerk um Elbe Air mit Manfred B. aus Hamm als Geschäftsführer. Dieser war ebenfalls Aufsichtsrat in der Sympark AG, welche die Olympischen Spiele 2004 als Veranstaltungsfirma betreuen sollte. Sympark war kurz zuvor als Vermögensverwaltungsfirma eingetragen worden, Adresse war die Stephanstraße 8 in Leipzig. Die Sympark AG prellte und erpresste laut Presseberichten mehrere deutsche Firmen in Athen.
Seit dem 4. Januar 2005 war Dirk G. als Prokurist der Landmann & Wirzius International Consulting & Protection GmbH eingetragen, ab dem 29. März als Geschäftsführer. Am 9. Januar 2007 wurde der Sitz verlegt und die Firma in Asgaard German Security Guard GmbH umbenannt. Unter diesem Namen wurde sie 2009 aufgelöst.
Von 2006 bis 2019 existierte in England die Asgaard GSG ltd.
Am 24. Juli 2014 wurde die ASGAARD German Security Guards - Consulting UG (haftungsbeschränkt) gegründet und am 29. August 2014 beim Amtsgericht Aachen unter HRB 19199 eingetragen mit Petja S. und Dirk G. als Gesellschafter. Die Firmenanschrift war Steinkaulstraße 15, 52070 Aachen. Unter derselben Adresse ist die Firma Globke Resources Limited aus Nigeria gemeldet. Als Kontaktdaten werden die Asgaard GSG Webseite und Asgaard E-Mail angegeben. Die Firma existiert in Nigeria seit 2012.
Petja S. war Teilhaber der am 9. September 2021 gelöschten Adlatus Protection UG. Die Firma wurde 2016 eingetragen unter der Ahlener Adresse von Dirk G. Geschäftsführer war Frank Robert S.
Bis heute ist Petja S. als Kontakt der Firma Asgaard Nigeria in Enugu angegeben. Die Broschüre zum Download unter dem Reiter Beratung und Projektierung zeigt das deutsche Asgaard Logo sowie dieselben Bilder, mit denen Asgaard auf der offiziellen deutschen Website warb.
Am 13. September 2010 wurde die Firma Asgaard Tactical Limited im irischen Handelsregister unter der Nummer 488973 eingetragen, am 24. Juni 2012 wieder gelöscht. Direktor war Thomas K.
Ab spätestens Februar 2010 war Thomas K. als Geschäftsführer der Asgaard German Security Group in Deutschland mit Sitz in Telgte aktiv. Die Geschäftsführer wechselten auf der Webseite von Thomas K. zu Petja S. und Dirk G. Zwischenzeitlich wird in 2016 im Impressum wieder eine Adresse in Aachen angegeben; nur dass zusätzlich zur Asgaard UG auch die Asgaard GmbH dort gemeldet war. Des Weiteren wird angegeben, dass Asgaard ebenfalls eine Firma mit Namen Asgaard GSG Investment und Asgaard GSG Logistik betreibt. Im Jahr 2014 wird auf der Webseite die Asgaard German Security Group - Consulting Unternehmergesellschaft als Tochtergesellschaft der Asgaard German Security Group GmbH angegeben.
Seit 2016 war Petja S. Direktor der Gladius Operation and Consulting ltd, registriert in England. auch diese Firma wurde 2019 gelöscht.
Die im Handelsregister registrierte Asgaard German Security Guards wurde 2008 gelöscht, nachdem ein Insolvenzverfahren abgelehnt worden war. Geschäftsführer Thomas K. hatte darauf folgend von 2008 bis 2010 in Telgte kein Gewerbe angemeldet, auch einen Eintrag im Handelsregister gab es im Juni 2010 nicht. Nach der Affäre um den geplanten Somalia-Einsatz unterhielt Asgaard kurzzeitig ein Büro in Leipzig. Später wurde der Hauptsitz von Telgte in die Nähe der irischen Stadt Cork verlegt und im dortigen Handelsregister registriert. 2011 wechselte man nach Dolberg an den Wohnsitz von Dirk G. Am 24. Juli 2014 wurde Asgaard unter altem Namen neu gegründet, verlegte den Firmensitz 2016 nach Hamm-Uentrop und später unter dem Namen Asgaard Security Guards Consulting GmbH nach Aachen. Anfang 2017 kehrte das Unternehmen nach Hamm zurück. Laut eigener Aussage gibt es eine Generalvertretung in Nigeria und ein Büro in Portugal. Die erste Unternehmensführung bestand aus Thomas K., spätestens im Januar 2008 kam Dirk G. dazu. Nachdem Thomas K. offiziell das Unternehmen verlassen hatte, erklärte die Asgaard Geschäftsführung, dass „man mit dem damaligen Unternehmen nichts mehr zu tun hätte“. Der vorherige Inhaber Dirk G. ist, neben Petja S. (seit mindestens März 2013), nach wie vor einer der Gesellschafter.
Im März 2019 wurde die ehemalige Respekt! Management GmbH aus Berlin in Asgaard German Security Group GmbH umbenannt und der Sitz nach Hamm verlegt. Bilaal Z. war zeitweise alleiniger Eigentümer dieses Unternehmens, von August 2019 bis Dezember 2020 war auch Dirk G. anteiliger Eigentümer.
Im Januar 2021 existierten zwei Unternehmen: die Asgaard German Security Group GmbH mit Bilaal Z. als Geschäftsführer und die Asgaard German Security Guards Consulting GmbH unter der Leitung von Dirk G. Alle weiteren bisherigen Inhaber oder Gesellschafter haben die verschiedenen Unternehmungen verlassen.
An der Asgaard German Security Guard Consulting GmbH ist seit Januar 2021 die Rockmart Holding Inc. mit 49 % beteiligt, alleiniger Geschäftsführer ist der in Dubai wohnhafte Leipziger Unternehmer Andreas M. Kunz, Lebensgefährte und Manager von Reality-TV-Darstellerin Melanie Müller. Dieser ist als Geschäftsführer zeitweise ebenfalls in der Vicus AG aktiv. Kunz war in den Fall von Unister/Travel24, in den ebenfalls ein Asgaard-Berater involviert war, verstrickt. Er arbeitete in verschiedenen Immobiliengeschäften mit Reinhard R. zusammen, um Mieter aus ihren Wohnungen zu verdrängen. Kunz verfügt des Weiteren über ein weit gefächertes Firmennetzwerk, zu dem auch die Firma „Asgaard Security“ zählt. Er wurde 2024 vom Amtsgericht Leipzig wegen Computerbetrugs verurteilt. Des Weiteren laufen gegen ihn weitere Verfahren der Staatsanwaltschaft, unter anderem wegen Bankrott und Steuerbetrug. Ebenfalls liegt gegen Kunz eine Gläubigerforderung von 5,7 Millionen Euro vor.
Im Februar 2021 wurde die Firma Asgaard German Security Group GmbH zurück in Respekt! Management GmbH umbenannt und der Sitz wieder nach Berlin verlegt. Nach dem Ausscheiden von Dirk G. im Dezember 2020 ist Bilaal Z. alleiniger Geschäftsführer, ebenso wie für die Im- und Exportfirma Grauhaus Germany GmbH, die in den Bereichen Industrie, Sicherheit und Bau tätig ist und in Berlin unter derselben Adresse residiert.